# Elisabeth Schwarzkopf
Pour les articles homonymes, voir Schwarzkopf.
Elisabeth Schwarzkopf est une musicienne et soprano allemande, naturalisée britannique, née le 9 décembre 1915 à Jarotschin et morte le 3 août 2006 à Schruns, en Autriche. Elle est l'une des grandes sopranos du XXe siècle.
Elisabeth Schwarzkopf est considérée comme l'une des plus grandes chanteuses de lieder et est notamment réputée pour ses interprétations d'opérette viennoise, ainsi que des opéras de Mozart, Wagner et Richard Strauss.

## Biographie

### Jeunesse
Olga Maria Elisabeth Friederike Schwarzkopf naît le 9 décembre 1915 à Jarotschin, près de Posen,. Son père, Friedrich, est un instituteur prussien à la mentalité rigide qui lui fait don de son intransigeance et de sa passion pour la langue allemande. Sa mère, née Elisabeth Fröhlich, la gratifie d’une oreille musicale sûre, d’une volonté de fer et de son prénom.
Dès l’âge de 10 ans, Elisabeth déchiffre parfaitement les partitions, s’accompagne elle-même au piano et chante souvent dans des concerts amateurs, ce qui lui permet de tenir le rôle-titre de l’Orphée et Eurydice de Gluck dans la production de fin d’année de son école de Magdebourg, en 1928.
Studieuse, appliquée, elle est facilement reçue à la Hochschule für Musik de Berlin en 1934 où son premier professeur, Lula Mysz-Gmeiner, décide qu’elle a une tessiture de mezzo-soprano. Sa mère proteste fermement, et obtient qu’Elisabeth soit acceptée dans la classe du professeur Egonolf comme soprano colorature. Le 15 avril 1938, elle fait ses débuts en fille-fleur de Klingsor dans Parsifal, de Richard Wagner, sous la baguette de Karl Böhm, puis comme l’une des trois dames de La Flûte enchantée de Mozart.

### Période 1933-1945
Elle n'a pas encore 18 ans lorsque Adolf Hitler arrive au pouvoir en Allemagne. Comme bon nombre de jeunes artistes, elle s’inscrit, dès 1935, au syndicat des étudiants nazis. En 1938, elle demande son adhésion au Parti national-socialiste,, davantage semble-t-il par ambition que par idéologie, mais elle soutiendra plus tard ne pas en avoir reçu la carte — cette initiative lui vaudra d'être surnommée « la diva nazie » par le quotidien américain The New York Times. Mais si on lui offre des rôles plus importants — que ce soit dans l’opérette aussi bien que dans les productions de Richard Strauss —, c’est aussi parce que son talent est déjà exceptionnel.
Richard Strauss la recommande à sa cantatrice fétiche, Maria Ivogün, qui la prend comme élève. En 1942, le chef d’orchestre Karl Böhm l’invite à Vienne, où elle touche un public de connaisseurs dans ses interprétations de lieder, accompagnée par le pianiste Michael Raucheisen, avec qui elle réalise ses premiers enregistrements.
En septembre 1941, elle fait entrer La Chauve-Souris de Johann Strauss II au répertoire de l'Opéra de Paris devant un public de sympathisants de l'armée d'occupation. Ce début de carrière est interrompu brutalement par un début de tuberculose qu’elle doit soigner pendant deux ans dans un sanatorium des Monts Tatras, dans le sud de la Pologne, où le Gauleiter Hans Frank lui fait une cour assidue.
Guérie, elle fait ses grands débuts, en 1944, à Vienne, en Rosine, du Barbier de Séville, en Blondine, de L’Enlèvement au Sérail, et en Zerbinetta d’Ariane à Naxos de Richard Strauss.
Après la défaite de l’Allemagne, son appartenance au parti nazi et ses liens avec Hans Frank et Joseph Goebbels, ministre de la propagande d’Hitler, lui valent de passer devant le tribunal de dénazification des artistes de Berlin. Ce tribunal l’acquitte, ainsi que bien d’autres artistes, comme son ami le chef d’orchestre Wilhelm Furtwängler. C’est alors que commence une carrière internationale d’une incomparable qualité, sous la houlette d’un producteur et directeur artistique britannique, Walter Legge, qui lui fait réaliser ses premiers enregistrements et qu’elle épouse en 1953.

### La carrière internationale

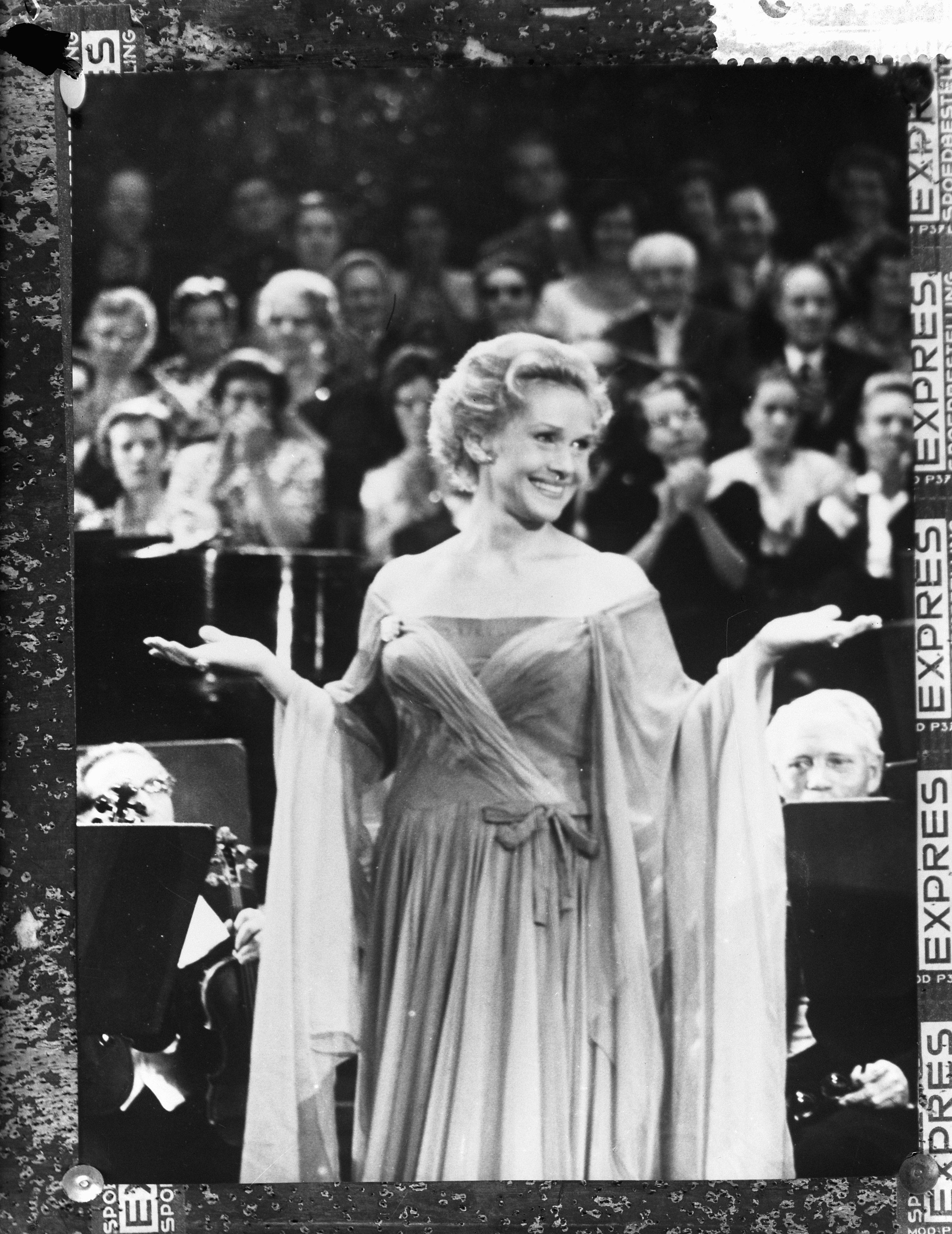
Grand Gala Du Disque, en septembre 1961.

En 1946, à Vienne, elle chante les rôles de Mimi (La Bohême) et de Violetta (La Traviata) ; par la suite, c'est après avoir vu Maria Callas l'interpréter qu'elle renoncera à Violetta. À Londres, en 1947, elle est Donna Elvira (Don Giovanni de Mozart). La même année, elle est Suzanne à Salzbourg (Les Noces de Figaro). Herbert von Karajan l’engage à la Scala de Milan où elle chante Mozart (La Flûte enchantée, Cosi fan Tutte), Wagner (Tannhäuser), Gounod (Faust), Richard Strauss (Le Chevalier à la rose), Debussy (Pelléas et Mélisande).
En 1950, elle est Marcelline dans Fidelio et Marguerite de La Damnation de Faust, sous la baguette de Wilhelm Furtwängler. Pendant la période 1950-54, elle chante souvent avec le chef d'orchestre allemand : dans la célèbre Symphonie n° 9 de Beethoven pour la réouverture du festival de Bayreuth en 1951, ainsi qu'à Lucerne en 1954. Elle participe aux Don Giovanni de Wilhelm Furtwängler aux festivals de Salzbourg de 1953 et 1954. Le chef d'orchestre allemand l'accompagne aussi au piano, en 1953, dans les Lieders d'Hugo Wolf. La personnalité musicale de Wilhelm Furtwängler semble avoir beaucoup impressionné Elisabeth Schwarzkopf car elle déclare, à la fin de sa vie, dans une interview, qu'elle le tenait pour le plus grand chef d'orchestre sous la direction de qui elle avait chanté.
En 1951, elle crée, à Venise, le rôle d’Anne Trulove dans l’opéra The Rake's Progress (La Carrière d'un libertin) d'Igor Stravinsky, sous la direction du compositeur. En 1951, pour le cinquantenaire de la mort de Verdi, elle chante le Requiem, sous la direction de Victor de Sabata. La même année, elle crée Le Triomphe d’Aphrodite de Carl Orff. En 1952, avec Karajan, ce sont les débuts de la Maréchale du Chevalier à la rose, à la Scala de Milan. En 1955, à San Francisco, elle est de nouveau la Maréchale. La même année, elle est Alice Ford dans le Falstaff de Verdi.

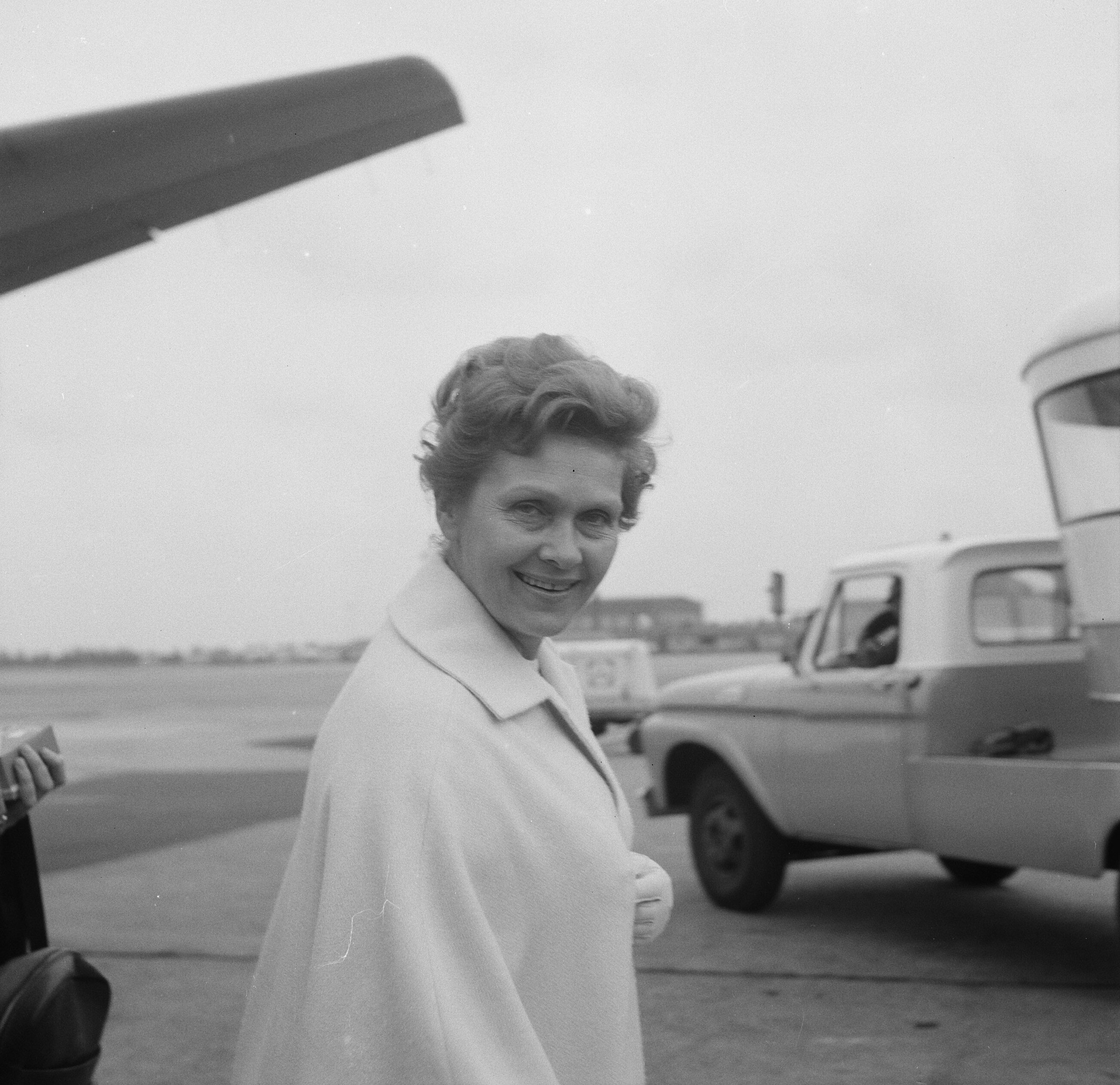
Elisabeth Schwarzkopf le 23 juin 1964, arrivant à l’aéroport d'Amsterdam-Schiphol.

En 1957, sous la direction de Tullio Serafin, elle est Liù, (Turandot de Puccini) aux côtés de Maria Callas dans le rôle-titre, pour l'enregistrement studio de cet opéra. Elle ne fait sa première apparition au Metropolitan Opera de New York qu’en 1964, dans Le Chevalier à la Rose, car Rudolf Bing, le directeur du Met, reste longtemps opposé à la venue de certains artistes dont il conteste la « dénazification ». De 1960 à 1967, elle se consacre surtout aux rôles mozartiens, Donna Elvira, la comtesse Almaviva, Fiordiligi, et à ses deux rôles fétiches des opéras de Richard Strauss : la Maréchale du Chevalier à la rose et la comtesse Madeleine de Capriccio. En 1967, elle interprète le Duo des chats de Rossini avec Victoria de los Ángeles.
Durant toute cette carrière consacrée au théâtre lyrique, elle reste fidèle aux lieder de langue allemande, de Mozart à Mahler, en passant par Schubert, Schumann, et donne de nombreux récitals. On notera en particulier tous ceux qu’elle a réalisés avec le pianiste Gerald Moore, ceux chantés avec les sopranos Irmgard Seefried ou Victoria de los Ángeles, la mezzo-soprano Christa Ludwig et le baryton Dietrich Fischer-Dieskau. Parmi ses récitals devenus légendaires : un récital Schubert en 1952 avec Edwin Fischer, un récital Wolf avec Wilhelm Furtwängler au piano en 1953, un récital Mozart en 1956 avec Walter Gieseking, les Quatre derniers Lieder de Richard Strauss avec George Szell en 1965, Des Knaben Wunderhorn de Mahler avec le même Szell en compagnie de Fischer-Dieskau en 1968... 
À partir de 1971, elle ne chante plus sur les scènes lyriques. Le 19 mars 1979, son mari Walter Legge, qui vient de subir un infarctus, veut pourtant assister au récital qu’elle donne à Zurich, et meurt trois jours plus tard. Schwarzkopf quitte alors définitivement la scène. Elle consacre à son mari un livre sous forme d’autobiographie, On and Off The Record, qui, curieusement mais avec son assentiment, est traduit en français par La Voix de mon maître. Elle se consacre désormais à l’enseignement et donne, de par le monde, des classes de maître mémorables, notamment à Paris, salle Gaveau. Faite « Dame Commander of the Most Excellent Order of the British Empire (DBE) » par la reine Elizabeth II en 1992, Elisabeth Schwarzkopf décède le 3 août 2006, à l'âge de 90 ans, dans la petite ville autrichienne de Schruns, dans le Vorarlberg, où elle vient de s’installer.
Elisabeth Schwarzkopf réalise une mise-en-scène du Chevalier à la rose au théâtre de la Monnaie à Bruxelles, en mai 1981, le rôle de la Maréchale étant tenu par Elisabeth Söderström.
Elle meurt le 3 août 2006 à son domicile de Schruns, en Autriche, à 90 ans. Juste après sa mort, une rumeur infondée fait surface, elle serait la tante du général américain Norman Schwarzkopf. Cette légende a été publiée dans de nombreuses nécrologies,, alors que, fille unique, Elisabeth Schwarzkopf n'a pas pu avoir de neveu.

## Discographie
Sauf indication contraire, ces enregistrements ont été publiés par EMI.
- Bach, Passion selon saint Matthieu, dir. Otto Klemperer
- Bach, Messe en si mineur, dir. Herbert von Karajan, avec Kathleen Ferrier
- Bach, Cantates BWV 51, 199 & 202 / Arias des cantates BWV 68 & 208
- Beethoven, Symphonie no 9, dir. Wilhelm Furtwängler
- Beethoven, Symphonie no 9, dir. Herbert von Karajan
- Beethoven, Missa Solemnis, dir. Herbert von Karajan (Testament)
- Beethoven, Fidelio (Marzeline), dir. Wilhelm Furtwängler
- Berlioz, Marguerite, La Damnation de Faust, dir. Wilhem Furtwängler (1950, report Urania 2001)
- Brahms, Un requiem allemand (Ein deutsches Requiem), dir. Herbert von Karajan, avec Hans Hotter
- Brahms, Un requiem allemand, dir. Otto Klemperer, avec Dietrich Fischer-Dieskau
- Brahms, Deutsches Volkslieder, piano Gerald Moore, avec Dietrich Fischer-Dieskau
- Haendel, Le Messie, dir. Otto Klemperer
- Humperdinck, Hänsel et Gretel (Gretel), dir. Herbert von Karajan, avec Elisabeth Grummer
- Lehar, La Veuve joyeuse - Le Pays du sourire, dir. Otto Ackermann, avec Nicolai Gedda
- Mahler, Des Knaben Wunderhorn, dir. George Szell, avec Dietrich Fischer-Dieskau
- Mahler, Symphonie no 2, dir. Otto Klemperer
- Mahler, Symphonie no 4, dir. Otto Klemperer
- Mahler, Symphonie no 4, dir. Bruno Walter (Coda)
- Mozart, Don Giovanni (Donna Elvira), dir. Wilhelm Furtwängler
- Mozart, Don Giovanni (Donna Elvira), dir. Carlo Maria Giulini
- Mozart, Cosi fan tutte (Fiordiligi), dir. Karl Böhm
- Mozart, Cosi fan tutte (Fiordiligi), dir. Herbert von Karajan
- Mozart, Les Noces de Figaro (la comtesse), dir. Herbert von Karajan
- Mozart, Les Noces de Figaro (la comtesse), dir. Carlo Maria Giulini
- Mozart, La Flûte enchantée (première dame), dir. Otto Klemperer
- Mozart, Airs d'opéras
- Mozart, Lieder et arias de concerts
- Offenbach, Les Contes d'Hoffmann (Giulietta), dir. André Cluytens
- Orff, Die Kluge, dir. Wolfgang Sawallisch
- Puccini, Turandot (Liù), dir. Tullio Serafin, avec Maria Callas
- Purcell, Didon et Enée (Belinda & second lady), avec Kirsten Flagstad
- Schubert, Lieder, piano Edwin Fischer, Geoffrey Parsons, Gerald Moore
- Schubert, Schumann, Strauss, Lieder, piano Geoffrey Parsons
- Johann Strauss II, La Chauve-Souris (Die Fledermaus) (Rosalinde), dir. Herbert von Karajan
- Johann Strauss II, Le Baron tzigane (Saffi), dir. Otto Ackermann
- Johann Strauss II, Sang viennois / Une nuit à Venise, dir. Otto Ackermann
- Richard Strauss, Le Chevalier à la rose (la maréchale) , dir. Herbert von Karajan, avec Christa Ludwig et Teresa Stich-Randall
- Richard Strauss, Ariadne auf Naxos (Ariane), dir. Herbert von Karajan
- Richard Strauss, Capriccio (Madeleine), dir. Wolfgang Sawallisch
- Richard Strauss, Quatre derniers Lieder - Capriccio (scène finale) - Arabella (extr.), dir. Otto Ackermann
- Richard Strauss, Quatre derniers Lieder - Lieder avec orchestre, dir. George Szell
- Richard Strauss, Ophelia Lieder, piano Glenn Gould (Sony)
- Stravinsky, The Rake's Progress (Anne Trulove), dir. Igor Stravinsky (Gala)
- Verdi, Requiem, dir. Carlo Maria Giulini
- Verdi, Falstaff (Alice Ford), dir. Herbert von Karajan, avec Tito Gobbi
- Wagner, Les Maîtres Chanteurs de Nuremberg (Eva), dir. Herbert von Karajan
- Wagner, Le Crépuscule des Dieux (Woglinde), dir. Hans Knappertsbusch (Testament)
- Walton, Scenes from Troilus and Cressida, dir. William Walton
- Wolf, 22 Lieder, piano Wilhelm Furtwängler
- Wolf, Lieder Recital, piano Gerald Moore
- Wolf, Italienisches Liederbuch, piano Gerald Moore, avec Dietrich Fischer-Dieskau
- Wolf, Spanisches Liederbuch, piano Gerald Moore, avec Dietrich Fischer-Dieskau (Deutsche Grammophon)
- Duos pour sopranos, avec Irmgard Seefried
- Le Duo des chats et autres airs, duos et trios, avec Victoria de Los Angeles, Dietrich Fischer-Dieskau et Gerald Moore
- Operetta Arias
- Lieder Recital (Bach, Pergolesi, Haendel, Gluck, Beethoven, Schubert, Wolf, Strauss, Mozart, Schumann), piano Gerald Moore
- Recital Elisabeth Schwarzkopf (Bach, Mozart, Mahler, Strauss)
- Recital at Carnegie Hall, November 25, 1956 (Mozart, Schubert, Gluck, Strauss, Wolf...), piano George Reeves
- Songs You Love, piano Gerald Moore
- The Christmas Album, dir. Charles Mackerras
- Elisabeth Schwarzkopf: un portrait (DVD)
- Schwarzkopf, Seefried, Fischer-Dieskau (Mahler, R. Strauss) (DVD)
- Une soirée viennoise (DVD VAI)